# Фронтівська сільська рада
| Фронтівська сільська рада — колишній орган місцевого самоврядування у Оратівському районі Вінницької області з адміністративним центром у с. Фронтівка. Сільській раді були підпорядковані населені пункти: - с. Фронтівка |

## Склад ради
Рада складалась з 12 депутатів та голови.

## Керівний склад сільської ради
| ПІБ                     | Основні відомості                                                               | Дата обрання | Дата звільнення |
| ----------------------- | ------------------------------------------------------------------------------- | ------------ | --------------- |
| Онищук Марія Михайлівна | Сільський голова, 1959 року народження, освіта, позапартійна                    | 26.03.2006   | 31.10.2010      |
| Онищук Марія Михайлівна | Сільський голова, 1959 року народження, освіта середня спеціальна, позапартійна | 31.10.2010   |                 |

Примітка: таблиця складена за даними джерела